# Bahnhof Wangen (Allgäu)
Der Bahnhof Wangen (Allgäu) ist der Bahnhof in Wangen im Allgäu, Landkreis Ravensburg. Er befindet sich an der Bahnstrecke Kißlegg–Hergatz und gehört zur DB Station&Service.

## Lage und Aufbau

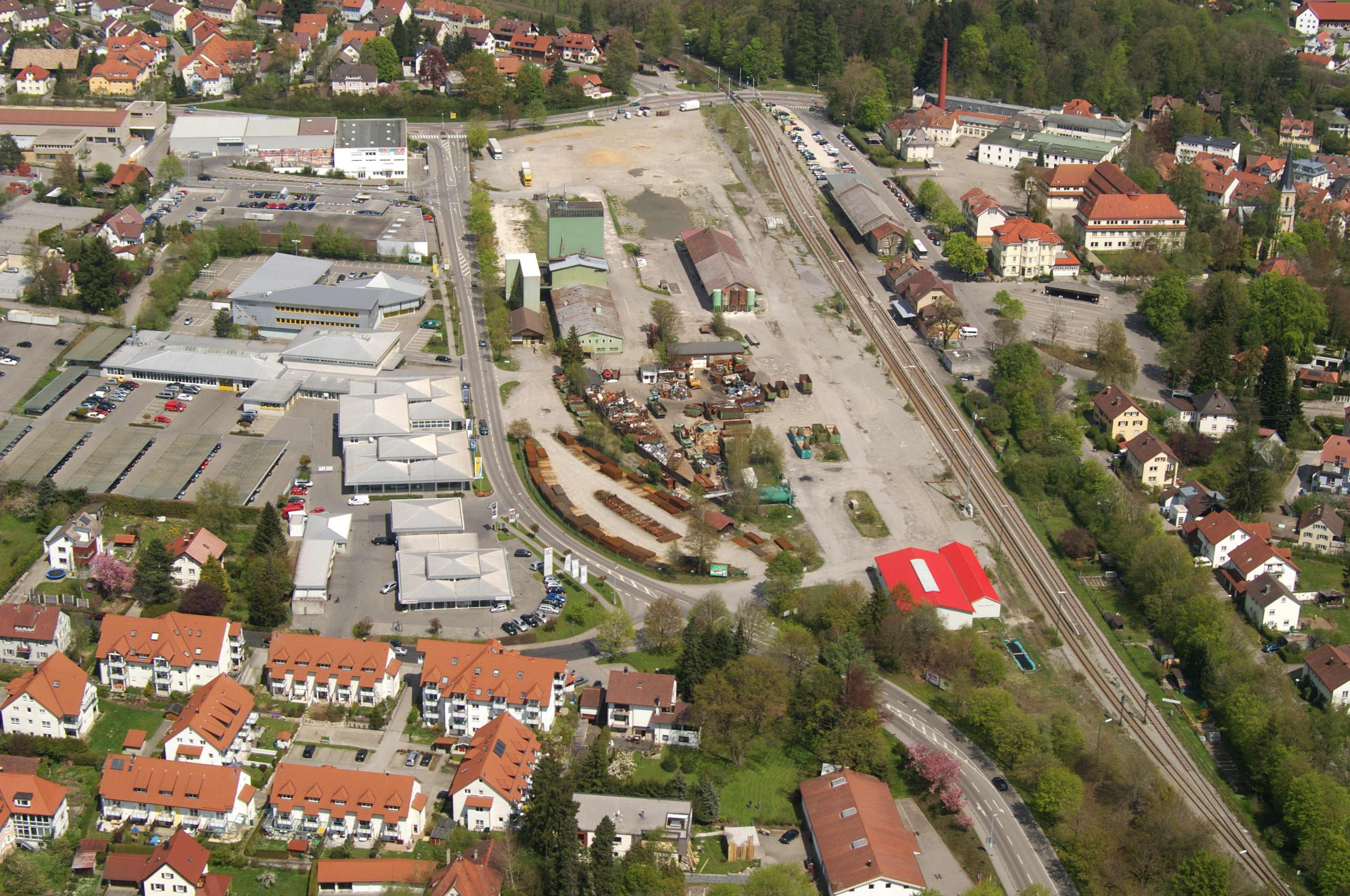
Situierung, Luftaufnahme 2008

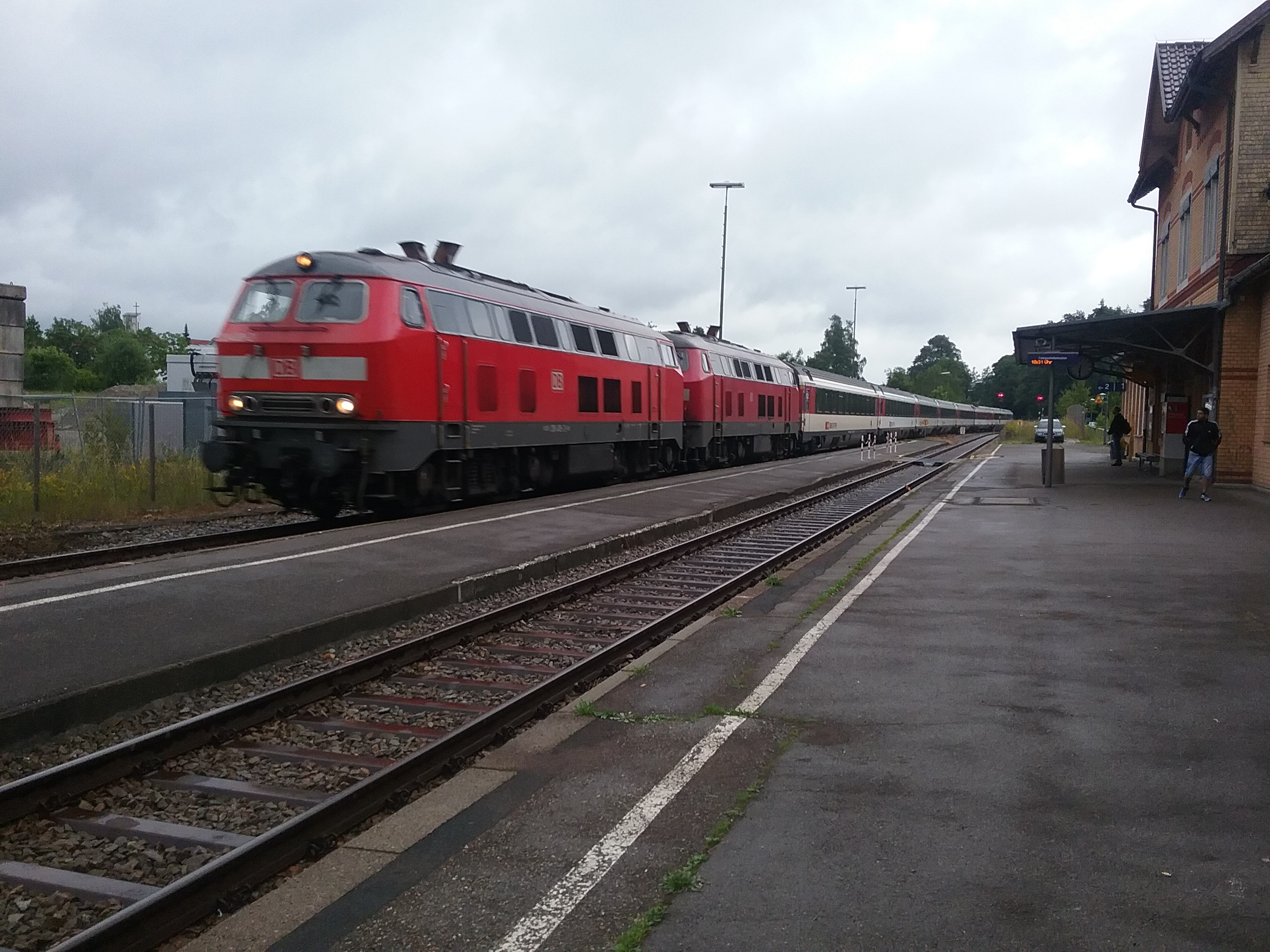
Durchfahrender Eurocity München–Zürich–Basel, 2016, vor dem Umbau

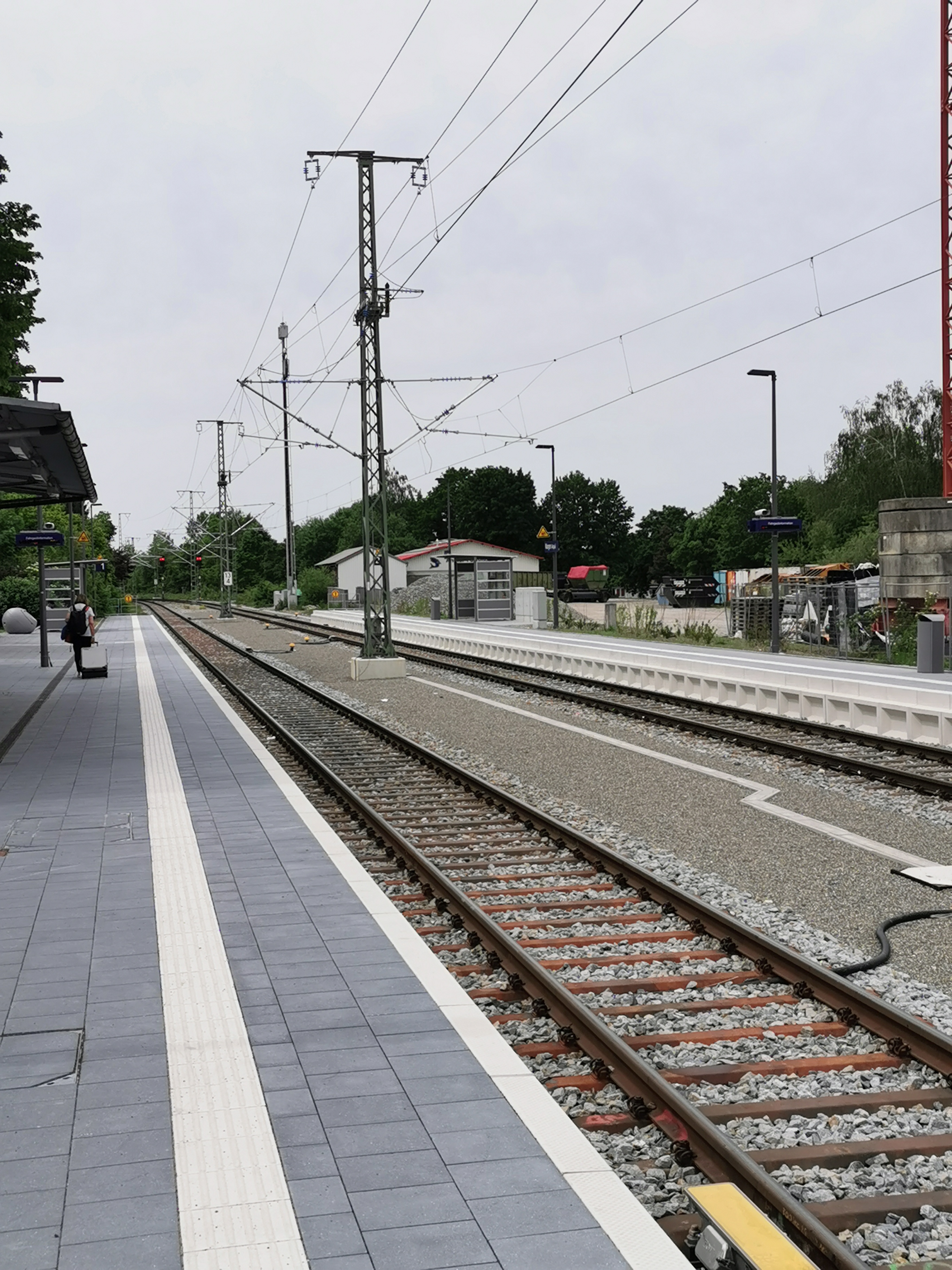
Bahnsteige nach dem Umbau

Der Bahnhof liegt am Streckenkilometer 13,3 der Bahnstrecke Kißlegg–Hergatz.
Das Empfangsgebäude ist über die Bahnhofstraße zu erreichen, die den Bahnhof mit der südlich gelegenen Wangener Altstadt verbindet. Die Betriebsstelle verfügt über zwei Hauptgleise mit je einer Bahnsteigkante, zwei Einfahrsignale, vier Ausfahrsignale und zwei Weichen. Im Bahnhofsbereich liegt ferner ein Bahnübergang, im Osten kreuzt die Ravensburger Straße (Bundesstraße 32) die beiden Gleise. Die Steuerung und Überwachung der signaltechnischen Anlagen übernimmt das Stellwerk Wf, ein Relaisstellwerk der Bauart Sp Dr L30 von Standard Elektrik Lorenz.
Neben dem Empfangsgebäude existiert noch ein Bau mit der Relaistechnik des Stellwerks.
Der teilweise überdachte Hausbahnsteig an Gleis 1 war vor der Erneuerung 30 Zentimeter hoch und 156 Meter lang, der über einen höhengleichen Übergang zu erreichende Zwischenbahnsteig an Gleis 2 war bis zu 36 Zentimeter hoch und 247 Meter lang. Der Zwischenbahnsteig wurde 2019 durch einen Außenbahnsteig ersetzt, Haus- und Außenbahnsteig sind nun 55 Zentimeter hoch und 170 Meter lang.

## Geschichte

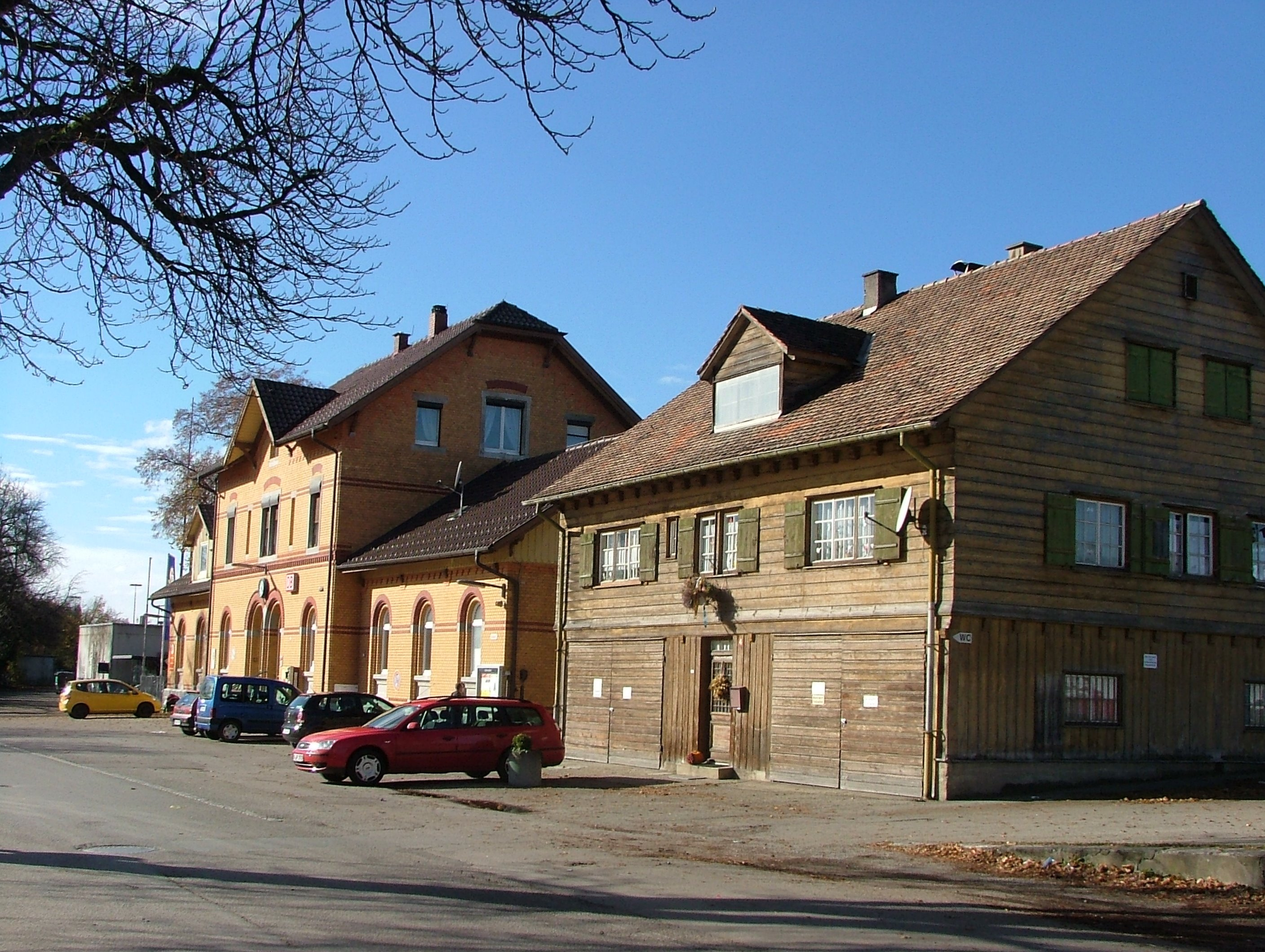
Empfangs- und mittlerweile abgerissenes Nebengebäude

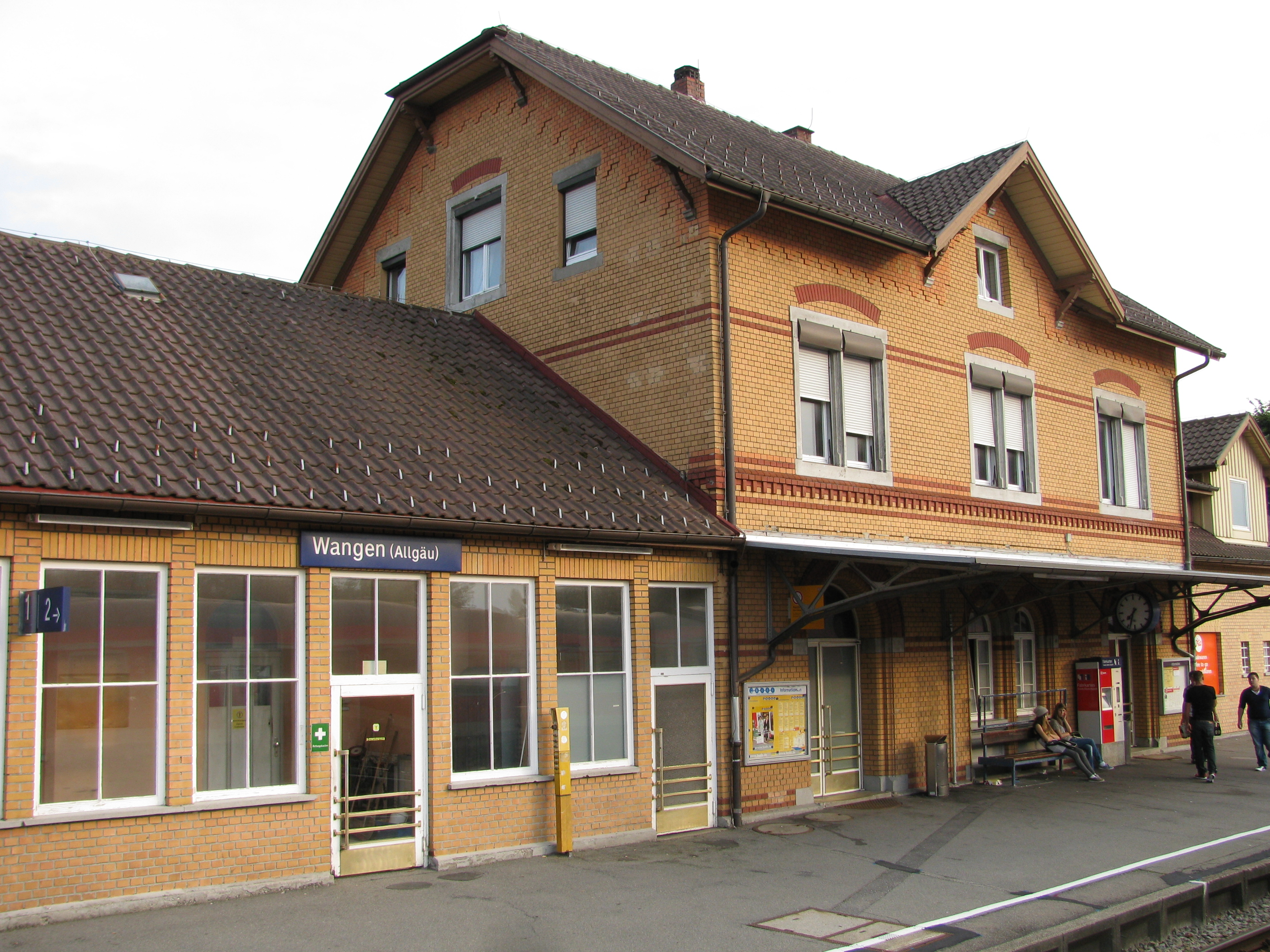
Empfangsgebäude von der Gleisseite

Das 1861 gegründete „Eisenbahnkomitée“ in der Oberamtsstadt Wangen bemühte sich um einen Anschluss an die 1850 eröffnete Württembergische Südbahn oder die Ludwig-Süd-Nord-Bahn, die zwischen Immenstadt und Lindau 1853 eröffnet worden war. Zunächst hatten die Deputationen nach Stuttgart wenig Erfolg, auch der bayerische, damals also ausländische, Plan einer Strecke Memmingen–Wangen–Lindau, mithin über württembergisches Gebiet, erregte eher Missfallen in Stuttgart. Aufgrund der Wangener Gespräche mit dem „Ausland“ sah sich die Regierung gar bestärkt, keine Eisenbahnverbindung zu bauen. So wurden zunächst die Straßen nach Hergatz, zum nächsten bayerischen Bahnhof also, und Ravensburg an der Südbahn ausgebaut.
Ab 1870 war der nächste württembergische Bahnhof der in Kißlegg als vorläufiger (bis 1872) Endpunkt der Strecke aus Herbertingen, am 11. Juni 1876 wurde schließlich der Bau der Strecke Kißlegg–Wangen vom Landtag beschlossen, wobei sich der Bau aufgrund der topographischen Umstände bis 1880 hinzog. Am 26. Juli 1880 erreichte der erste Probezug Wangen, am 30. und 31. Juli wurde die Eröffnung in Wangen im Beisein des Präsidenten des Staatsministeriums Hermann von Mittnachts groß gefeiert. Mitte Juli 1890 wurde auch die topographisch ebenso schwierige Strecke, im Stadtgebiet wurden Dämme mit Holzkonstruktion gebaut, ins bayerische Hergatz eröffnet. Hierdurch waren die Grundlagen für eine verstärkte Industrialisierung Wangens gelegt.
Das ursprüngliche einstöckige und eher einfache Empfangsgebäude wurde 1902 durch das heutige ersetzt. Es blieb weitgehend erhalten, auf dem Bild links (beim Fahrdienstleiter) wurde ein Bau vor die ursprüngliche Außenmauer gebaut. Die an den Seitenbauten angebrachten Bahnsteigdächer wurden durch eines am Mittelbau ersetzt. Mit dem Niedergang im Güterverkehr bis zur völligen Einstellung wurde der Bahnhof auf die heutigen zwei Gleise zurückgebaut, ein Nebengebäude und der Güterschuppen (auf dem Luftbild noch zu sehen) wurden um 2010 abgerissen. Das Anschlussgleis zur Zellulosefabrik am Atzenberg existiert ebenso nicht mehr.
Auf den Fahrplanwechsel 2020/21 wurde die Strecke Geltendorf–Lindau über Buchloe, Memmingen und Wangen ausgebaut und elektrifiziert. Für die Bahnsteigerneuerung fand am 9. April 2019 der symbolische erste Spatenstich statt. Zur Wiederaufnahme des Verkehrs am 6. Oktober 2019 nach der ersten Baupause zu Elektrifizierung und Neubau zweier Brücken wurden auch die neuen Bahnsteige und die Unterführung in Betrieb genommen. Die Aufzüge zur Unterführung konnten jedoch erst im August 2020 in Betrieb genommen werden. Weiterhin ausstehend ist der seit langem geplante Ersatz des Bahnübergangs am nördlichen Bahnhofsende durch eine Unterführung.

## Aktuelles Verkehrsangebot
| Linie / Zuggattung | Verlauf                                                                                               | Frequenz        |
| ------------------ | --- | --------------- |
| RE96               | Lindau-Reutin – Lindau-Insel – Hergatz – Wangen – Kißlegg – Leutkirch – Memmingen – Buchloe – München | Zweistundentakt |
| RB92               | Lindau-Reutin – Lindau-Insel – Hergatz – Wangen – Kißlegg – Leutkirch – Memmingen                     | Zweistundentakt |
| RB 53              | Wangen – Kißlegg – Bad Waldsee – Aulendorf                                                            | Ein Zugpaar     |